# Cecilia van Zuthem
Cecilia van Zuthem (Zwolle, 27 november 2003) is een Nederlands wielrenster.

## Carrière
In 2022 was Van Zuthem, namens WV Schijndel de beste jongeren in de Watersley Womens Challenge.
In 2023 werd Van Zuthem prof bij Fenix-Deceuninck, waar ze een contract voor drie jaar had getekend. Haar debuut voor de ploeg maakte ze in februari van dat jaar in de Wielerweek van Valencia. Een maand later maakte ze in de Ronde van Drenthe haar debuut in de World Tour. In maart 2025 werd ze, namens de opleidingsploeg, vijfde in de Midwest Cycling Classic. Een week later stond ze aan de start van Gent-Wevelgem, waar ze de finish niet haalde.

## Palmares

### Overwinningen
2022
Jongerenklassement Watersley Womens Challenge

### Resultaten in voornaamste wedstrijden
| Jaar | Gent-Wevelgem |
| ---- | ------------- |
| 2025 | opgave        |

## Ploegen
- 2023 –  Fenix-Deceuninck
- 2024 –  Fenix-Deceuninck
- 2025 –  Fenix-Deceuninck

Alvarado · Cant · Couzens · de Baat · De Wilde · Kastelijn · Kuijpers · Martins · Marturano · Pieterse · Schrempf · Schweinberger · Stiasny · Truyen · Van de Velde · van der Heijden · van Zuthem · Worst · Wright
Alvarado · Cant · Couzens · De Wilde · Kastelijn · Kuijpers · Marturano · Perkins · Pieterse · Rooijakkers · Schrempf · Schweinberger · Stiasny · Truyen · van Alphen · van der Heijden · van Zuthem · Worst · Wright
Alvarado · Casasola · Couzens · De Wilde · Kastelijn · Kuijpers · Perkins · Pieterse · Rooijakkers · Schrempf · Schweinberger · Truyen · van Alphen · van der Heijden · van Zuthem · Worst